# Schlacht bei Pyzdry (1331)
In der Schlacht bei Pyzdry kämpfte am 27. Juli 1331 ein Deutschordensheer unter Otto von Lauterberg und Dietrich von Altenburg gegen eine polnische Streitmacht unter Wincenty z Szamotuł.

## Schlacht
Der Deutsche Orden hatte sich mit Johann von Böhmen gegen den polnischen König Władysław I. Ellenlang verbündet. Ein gemeinsamer Angriff auf das Königreich Polen war für den Herbst 1331 geplant. Bereits im Sommer 1331 drang das Ordensheer in Großpolen ein, um den polnischen Königssohn Kasimir, der sich in Pyzdry aufhielt, gefangen zu nehmen. Als das Ordensheer vor der Stadt war, hatte Kasimir die Stadt jedoch bereits verlassen. Die Ordensritter setzten am 20. Juli 1331 bei Wyszogród in der Nähe von Bromberg über die Weichsel und marschierten über Inowrocław und Słupca nach Pyzdry. Nachdem sie die Stadt am 27. Juli 1331 eingenommen hatten, brannten die Ordensritter sie nieder. Zum Entsatz rückte der Woiwode von Posen Wincenty z Szamotuł an. Sein Angriff auf die Streitmacht des Deutschen Ordens kam jedoch zu spät und er zog sich bald aus der Schlacht zurück. Das Ordensheer begab sich weiter Westwärts Richtung Posen.
Während des Januaraufstandes fand eine zweite Schlacht bei Pyzdry (1863) statt.